# فرودگاه دانشگاه کنت استیت
فرودگاه دانشگاه کنت استیت (به انگلیسی: Kent State University Airport) یک فرودگاه همگانی بهره‌برداری هوایی با کد یاتا none است که یک باند فرود آسفالت دارد و طول باند آن ۱۲۱۹ متر است. این فرودگاه در شهر کنت، اوهایو کشور ایالات متحده آمریکا قرار دارد و در ارتفاع ۳۵۱ متری از سطح دریا واقع شده است.